# Герб Нолинского района
Герб муниципального образования «Нолинский район» — опознавательно-правовой знак, составленный и употребляемый в соответствии с правилами геральдики, служащий символом муниципального района «Нолинский район» Кировской области Российской Федерации.

## Описание герба
Описание герба:
В лазоревом поле золотой, с червлёными клювом и глазами, лебедь с воздетыми крыльями, плывущий по серебряной волнистой оконечности.

## Обоснование символики
Обоснование символики:
Герб Нолинского муниципального района основан на проекте герба уездного города Нолинска, составленном 2 ноября 1859 года. Эта преемственность демонстрирует богатые историко-геральдические корни официальных символов Нолинского муниципального района, а также указывает на связь с историческим гербом города Нолинска, административного центра Нолинского района (Высочайше утверждённым 28 мая 1781 года императрицей Екатериной II), образующими единый официальный символико-геральдический комплекс нолинской земли.
Золотой цвет в гербе олицетворяет солнце — источник жизни и богатства, как материального, так и духовного, и символизирует верность, милосердие, справедливость, человеколюбие, умеренность, славу, счастье, великодушие, щедрость и мудрость.
Серебряный цвет обозначает правдивость, надежду, благородство, искренность, победоносность, единодушие и согласие.
Червлёный (красный) цвет олицетворяет силу, мужество и доблесть.
Лазоревый (синий, голубой) — это символ мира и мирного неба, любви к родине, упорства и стремления к победе.

## История создания
- 18 мая 2011 — герб района утверждён решением Нолинской районной Думы[2].

- Герб Нолинского района включён в Государственный геральдический регистр Российской Федерации под № 6945[2].

## Использование на флаге
Флаг Нолинского района утверждён 18 мая 2011 года и внесён в Государственный геральдический регистр Российской Федерации с присвоением регистрационного номера 6946.
Описание флага: «Флаг Нолинского муниципального района представляет собой прямоугольное полотнище с отношением сторон (ширины к длине) 2:3, воспроизводящее герб Нолинского муниципального района в синем, жёлтом, белом и красном цветах». Геральдическое описание герба гласит: «В лазоревом (синем, голубом) поле золотой, с червлёными клювом и глазами, лебедь с воздетыми крыльями, плывущий по серебряной волнистой оконечности».